# Claude de la Sengle

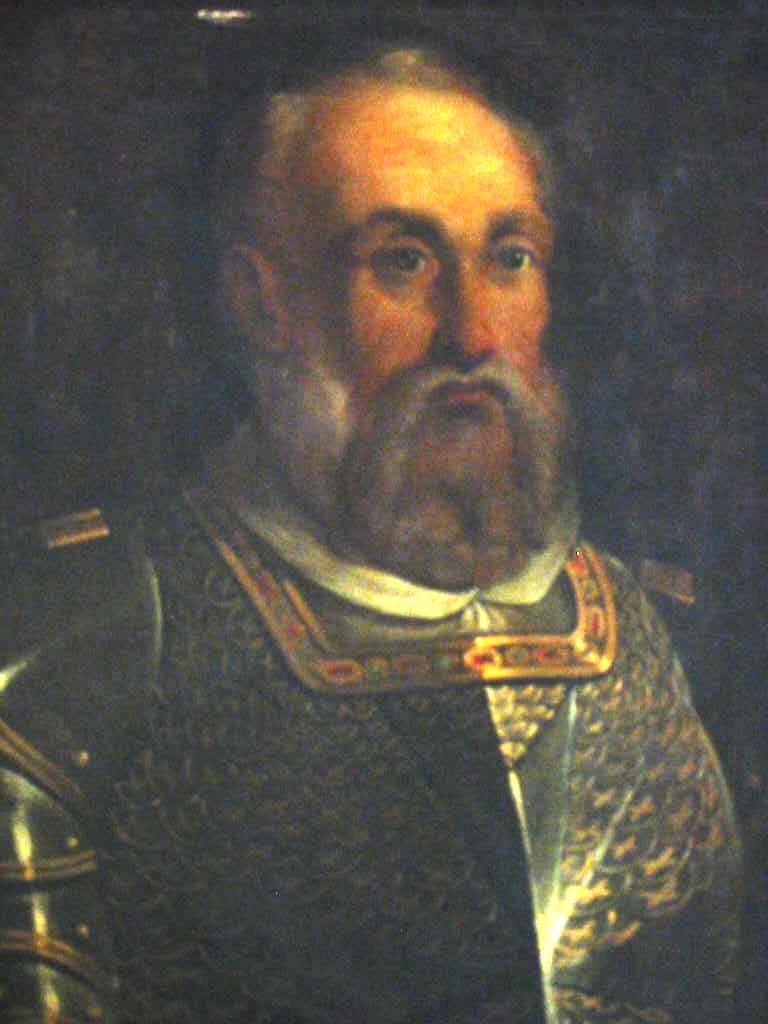
Claude de la Sengle

Großmeisterwappen von Claude de la Sengle

Claude de la Sengle (* 1494 in Frankreich; † 18. August 1557) war vom 11. September 1553 bis zu seinem Tod der 48. Großmeister des Malteserordens.
Der gebürtige Franzose gehörte der Langue de France des Ordens an und war schon als Bailli (französisch: Aufseher, Oberster einer Provinz des Ritterordens, das zweithöchste Amt desselben) seiner „Zunge“ im Kampf des Malteserordens gegen den türkischen Korsaren und Admiral Turgut Reis im Mittelmeer und in Nordafrika, insbesondere um Djerba und Tripolis, beteiligt. Er wurde nach dem Tod seines Vorgängers Juan de Homedes zu dessen Nachfolger gewählt.
De la Sengle hatte wesentlichen Anteil an dem militärtechnischen Ausbau der Verteidigungsanlagen und Festungen auf Malta. Gewarnt durch Turguts Angriff im Jahre 1551 und seine Eroberung der Nachbarinsel Gozo sowie die Entführung fast der gesamten Bevölkerung der Insel in die Sklaverei, ließ er das Fort St. Michael, dessen Bau 1551 unter Großmeister de Homedes begonnen worden war, erheblich ausbauen und verstärken. Von 1554 an ließ er den Bau der nach ihm benannten und mit seinem Wappenschild versehenen Stadt Senglea auf der „L'Isla“ genannten Halbinsel parallel zu Birgu durchführen. Ebenso ließ er das Fort St. Angelo und die Befestigungen von Birgu verstärken. Um den Großen Hafen besser zu schützen, begann er 1552 den Bau des Forts St. Elmo auf der Spitze der Sciberras-Halbinsel, wo nach dem Ende der großen Belagerung von 1565 der Orden seine neue Hauptstadt Valletta errichtete.
De la Sengle war es auch, der 1555 als erster die Idee zur Einrichtung einer öffentlichen Bibliothek in Malta hatte und eine Anweisung erließ, der zufolge alle Bücher aus dem Vermächtnis verstorbener oder gefallener Ritter in den Gemeinbesitz des Ordens übergehen sollten. Allerdings wurde der förmliche Beschluss des Generalkapitels zur Gründung der Bibliotheca Publica erst 1776 unter dem Großmeister Emmanuel de Rohan-Polduc gefasst.